# Dihydrogenkomplexe

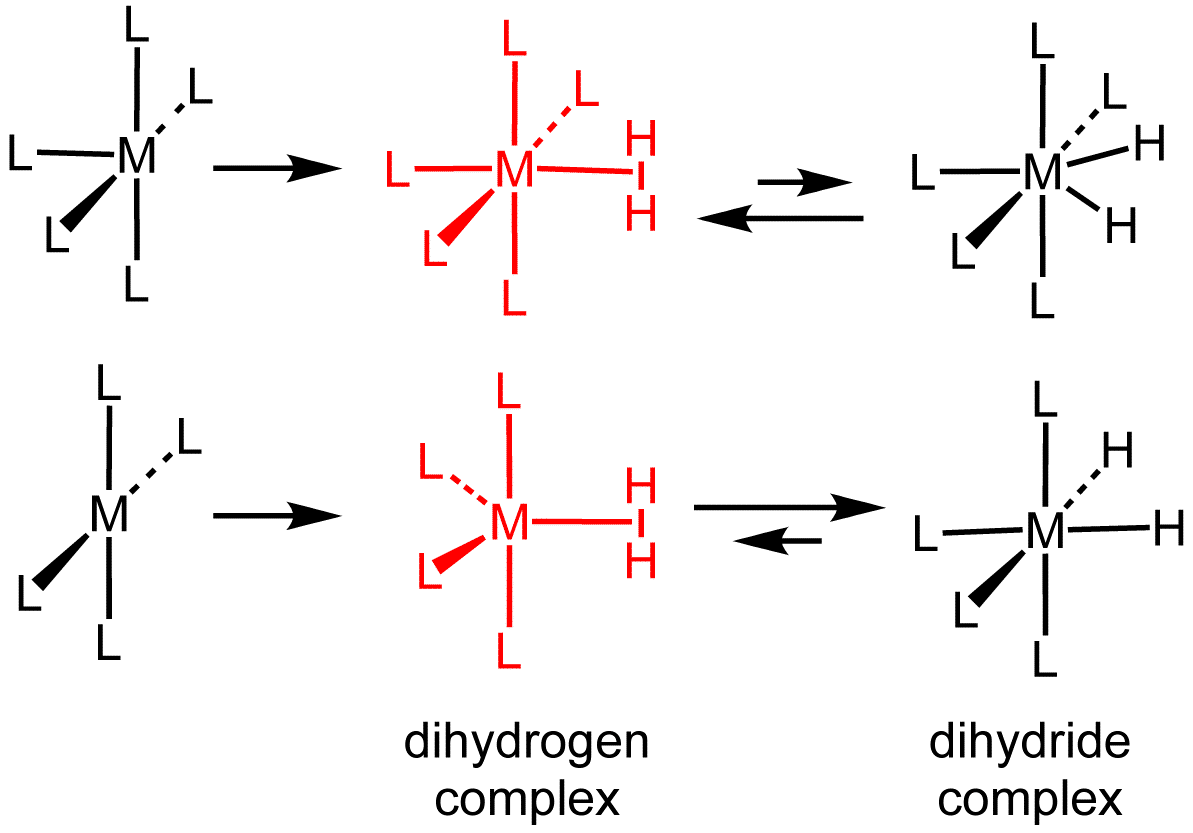
Bildung und Gleichgewichtsstrukturen von Metalldihydrogen- und -dihydridkomplexen (L = Ligand)

Dihydrogenkomplexe sind eine Untergruppe der Sigma-Komplexe. Sie enthalten intaktes H2 als Ligand.
Dihydrogenkomplexe kommen als Zwischenprodukt bei metallkatalysierten Reaktionen unter Beteiligung von Wasserstoff vor. Hunderte von Dihydrogenkomplexen sind bekannt, die meisten davon sind kationische Übergangsmetallkomplexe mit Oktaedern.

## Charakterisierung
Zur Charakterisierung dient üblicherweise 1H-NMR-Spektroskopie. Über die Größe der Spin-Spin-Kopplung lassen sich Rückschlüsse auf die Stärke der Bindung zwischen Wasserstoff und Deuterium ziehen.
Eine weitere Methode zur Charakterisierung von Dihydrogenkomplexen ist die Neutronenbeugung. Diese ist jedoch nicht trivial, da über die Wechselwirkungen der Neutronen mit Wasserstoffatomen Rückschlüsse auf ihre Position im Kristall gezogen werden müssen.
Teilweise lassen sich Wasserstoffliganden mit Hilfe der Röntgenkristallographie gut charakterisieren, oft erschwert jedoch die Anwesenheit von Metallen die Analyse.